# Son Min-han
Detta är ett koreanskt namn; familjenamnet är Son.
Son Min-han, född den 2 januari 1975, är en sydkoreansk före detta basebollspelare som tog brons för Sydkorea vid olympiska sommarspelen 2000 i Sydney. Han deltog även vid olympiska sommarspelen 1996 i Atlanta, när Sydkorea kom åtta.
Son representerade även Sydkorea vid World Baseball Classic 2006, när Sydkorea kom trea.